# ریچارد ریلی
ریچارد ریلی (انگلیسی: Richard Riehle؛ زادهٔ ۱۲ مهٔ ۱۹۴۸) هنرپیشه اهل ایالات متحده آمریکا است. وی از سال ۱۹۷۷ میلادی تاکنون مشغول فعالیت بوده‌است.
از فیلم‌هایی که وی در آن نقش داشته‌است، می‌توان جو دِرْت، کله‌خراب، ویلی آزاد، محیط اداره، پیام‌رسانان ۲: مترسک، مهمانان ناخوانده عروسی، بوسه یهودا، خط صورتی نازک، شهادت بدن، ازدواج مقدس، فراموشی، ازنفس‌افتاده، شرکت ترس، لری گی، مهمانی ساحلی، چشم عمومی، وظیفه هیئت منصفه، بگو اینطور نیست، ریچی ریچ ۲، قاتل و تصمیم اداری را نام برد.